# Anopheles gambiae
Anopheles gambiae är en beskriven art i insektsordningen tvåvingar, inom underordningen myggor och familjen stickmyggor. Studier indikerar dock att taxonet är ett så kallar kryptiskt artkomplex, som omfattar ett flertal distinkta arter som är mycket svåra att särskilja morfologiskt. Artkomplexet lever i tropiska Afrika, företrädesvis i området omkring västra Etiopien. Vissa av arterna inom komplexet kan bära på parasiten Plasmodium falciparum som orsakar malaria.